# Cryptocephalus exiguus
Cryptocephalus (Burlinius) exiguus – gatunek chrząszcza z rodziny stonkowatych i podrodziny Cryptocephalinae.
Gatunek ten po raz pierwszy został naukowo opisany w 1792 roku przez Schneidera.
Ubarwiony błyszcząco czarno z żółtymi nasadami czułków i odnóżami. Głowa samic czarna, a samców żółta z czarnym pasem poniżej środka. Cryptocephalus exiguus jest najmniejszym gatunkiem z rodzaju Cryptocephalus występującym w Wielkiej Brytanii.
Zasiedla głównie torfowiska. Znajdywany w maju i czerwcu, najczęściej na brzozach i wierzbie szarej.

## Rozprzestrzenienie
Gatunek palearktyczny. W Europie wykazany został z Austrii, Białorusi, Belgii, Bułgarii, Chorwacji, Czech, Danii, Estonii, europejskiej Turcji, Finlandii, Francji, Grecji, Holandii, Liechtensteinu, Litwy, Luksemburgu, Łotwy, Niemiec, Norwegii, Polski, Rosji, w tym obwodu królewieckiego, Rumunii, Słowacji, Słowenii, Szwecji, Szwajcarii, Ukrainy, Węgier, Wielkiej Brytanii i Włoch. Ponadto z Azji podawany z Armenii, Turcji, Iranu, rosyjskich Syberii Zachodniej, Syberii Wschodniej i Dalekiego Wschodu, chińskich prowincji Heilongjiang, Hebei, Jilin i Shanxi, Mongolii, Korei Północnej i Japonii.
W Polsce rzadki, a wiele danych pochodzi z XIX wieku i wymaga potwierdzenia.

## Systematyka
Wyróżnia się 3 podgatunki tego chrząszcza:
- Cryptocephalus exiguus exiguus Schneider, 1792
- Cryptocephalus exiguus amiculus Baly, 1873
- Cryptocephalus exiguus variceps Weise, 1884